# José Luis Novales Arellano
José Luis Novales Arellano (Aguascalientes Aguascalientes, 19 de mayo de 1972) es un político mexicano, miembro de Movimiento Ciudadano.

## Formación
Cursó la Licenciatura en Derecho y la Maestría en Administración en la Universidad Autónoma de Aguascalientes; impartió la materia de Fundamentos Constitucionales y Obligaciones para Servidores Públicos.
En la Universidad de Harvard obtuvo la Maestría en Administración Pública en 2004; y en el Instituto Tecnológico Autónomo de México dos diplomados en Políticas Públicas. 
En 2005, bajo los auspicios del Banco Interamericano de Desarrollo con sede en Washington, cursó el Programa de Gerencia Social para Directivos.

## Trayectoria pública
Fue Secretario de Desarrollo Social en el Estado de Aguascalientes donde diseñó, implementó y dirigió las políticas públicas de superación de la pobreza y construcción de condiciones de mejoramiento social para la entidad. 
José Luis Novales se incorporó al Partido Acción Nacional en 1992
1994 fundó el grupo juvenil “Trasciende” para promover ideas partidistas entre los universitarios.
Su trayectoria parlamentaria inició en 1996 cuando fungió como Director de Gestión Social del Congreso de Aguascalientes, donde dos años más tarde ocuparía la Diputación del Primer Distrito en la LVII Legislatura. En ella presidió la Comisión de Asuntos Electorales y fue miembro de las Comisiones de Justicia y Acuerdos Políticos. El Congreso lo designó representante ante el Patronato de la Feria Nacional de San Marcos.
En 2000 fue elegido diputado federal para formar parte del Grupo Parlamentario del PAN. 
Novales fungió como presidente del Comité de Comunicación e integró las comisiones de Trabajo y Previsión Social y de Relaciones Exteriores. Ante la Unión Parlamentaria Internacional formó parte de las delegaciones mexicanas para las Conferencias de Indonesia (2000), Cuba y Burkina Faso (2001) y Marruecos (2002). En ese año en Suiza fue representante ante el Consejo Directivo del organismo. También fue editor de la gaceta parlamentaria “Iniciativa”. 
De diciembre de 2006 a febrero de 2008 laboró como Jefe de la Unidad de Delegaciones en la Secretaría del Trabajo y Previsión Social.
De febrero de 2008 a mayo de 2009 se desempeñó como Subsecretario de Política Sectorial en la Secretaria de la Reforma Agraria.
Actualmente participa activamente en el Instituto José Luis Novales para el Desarrollo de Aguascalientes, A. C., enfocado a labores de gestión social y apoyo a los sectores más desprotegidos de la población.

## Trayectoria política
José Luis Novales se incorporó al Partido Acción Nacional en 1992; en 1994 fundó el grupo juvenil “Trasciende” para promover ideas partidistas entre los universitarios.
El 1 de marzo de 2013, José Luis Novales anunció su renuncia al Partido Acción Nacional. "Renuncio a mi militancia porque creo que se cierra el ciclo en el que mi presencia en ese instituto político tiene trascendencia y posibilidades de aportar. Renuncio porque no creo en las masas disciplinadas sino en las decisiones libres basadas en intereses plurales y conciencias individuales." Expresó en rueda de prensa.
José Luis Novales acepta la precandidatura a la alcaldía de Aguascalientes 2014-2016 abanderando a Movimiento Ciudadano. “El compromiso con la causa es absoluto. Aceptan mi persona, mi pasado, mi plataforma y lo que creo. Yo acepto su estructura, sus propuestas, su equipo de campaña y su estrategia.” declaró Novales acompañado de la Comisión Operativa Nacional de Movimiento Ciudadano.

## Trayectoria legislativa
Su trayectoria parlamentaria inició en 1996 cuando fungió como Director de Gestión Social del Congreso de Aguascalientes, donde dos años más tarde ocuparía la Diputación del Primer Distrito en la LVII Legislatura. En ella presidió la Comisión de Asuntos Electorales y fue miembro de las Comisiones de Justicia y Acuerdos Políticos. El Congreso lo designó representante ante el Patronato de la Feria Nacional de San Marcos.
En 2000 fue elegido diputado federal para formar parte del Grupo Parlamentario del PAN encabezado por el actual Presidente de la República Felipe Calderón. Novales fungió como presidente del Comité de Comunicación e integró las comisiones de Trabajo y Previsión Social y de Relaciones Exteriores.
Ante la Unión Parlamentaria Internacional formó parte de las delegaciones mexicanas para las Conferencias de Indonesia (2000), Cuba y Burkina Faso (2001) y Marruecos (2002). En ese año en Suiza fue representante ante el Consejo Directivo del organismo. También fue editor de la gaceta parlamentaria “Iniciativa”. 

## Libros
Publicó el libro “Mi nombre es México” en 2003. Ha escrito artículos de opinión y análisis para periódicos y revistas de Aguascalientes y el Diario Reforma de la Ciudad de México.